# Fort McMoney

Fort McMoney est un web-documentaire du journaliste français David Dufresne sur la ville de Fort McMurray au Canada et l'exploitation des sables bitumineux de l'Athabasca. Ce jeu-documentaire utilise les codes du jeu vidéo interactif pour permettre aux "joueurs" de décider de ce qu'ils veulent faire de la ville et créer des débats quant à la meilleure façon de développer la plus grande réserve pétrolière de sables bitumineux.

## Déroulement du jeu-documentaire
Sur une période de quatre semaines et à partir du 25 novembre 2013, les utilisateurs décideront du futur de "Fort McMoney", sœur jumelle virtuelle de "Fort Mc Murray", grâce à ce qu'ils apprendront de leur exploration de la situation sociale et des enjeux politiques et économiques de Fort McMurray. Les joueurs pourront virtuellement explorer les lieux clés de la ville et rencontrer ses habitants et travailleurs pour leur poser des questions. Chaque semaine leur sera proposé un référendum et des sondages dans lesquels leurs opinions seront sollicitées par un vote et des débats à alimenter. En fonction du résultat et des décisions prises par les internautes, la situation virtuelle de Fort McMoney sera modifiée. Le jeu est disponible en trois langues : anglais, français et allemand,.

## Production
Fort McMoney a nécessité 60 jours intensifs de tournage dans plus de 22 lieux différents de la ville, et compte 55 interviews. Les recherches ont pris deux ans et 2000 heures d'images ont été tournées. Le coût total est estimé à 643 000 euros. Le documentaire est fruit d'une collaboration entre TOXA et l'Office national du film du Canada (ONF), en association avec Arte. C'est la seconde réalisation de David Dufresne sur le thème d'une ville-champignon industrielle, après avoir signé en 2010 le web-documentaire Prison Valley sur l'industrie carcérale de Cañon City au Colorado. Les photographies du documentaire sont signées du photographe Philippe Brault ,,,. Le documentaire a été produit par Philippe Lamarre et Raphaëlle Huysmans pour TOXA, ainsi que Hugues Sweeney (en) et Dominique Willieme pour l'ONF, en association avec Arte.

## Lancement
Fort McMoney a été dévoilé au Festival international du film documentaire d'Amsterdam, et présenté en avant-première à Paris, Toronto et Montréal dans le cadre des Rencontres internationales du documentaire de Montréal,. Le documentaire est également accessible sur le site des quatre médias partenaires:  The Globe and Mail et Radio-Canada au Canada, Le Monde en France et le Süddeutsche Zeitung en Allemagne.

## Prix et récompenses
- 2013 : Canadian Screen Award Best Original Interactive Production Produced for Digital Media
- 2014 : Grimme OnLine Award Meilleur programme Information & Culture[7]
- 2014 : Gémeaux Meilleure émission ou série originale produite pour les médias numériques : catégorie documentaire[8]
- 2014 : Meilleur webdocumentaire au Festival International du Film d'environnement[9]